# Psaliodes olivescens
Psaliodes olivescens là một loài bướm đêm trong họ Geometridae.